# Millwall
Millwall est un district du borough londonien de Tower Hamlets à Londres. Il occupe le sud-ouest de l'île aux Chiens.
Le district est notamment connu par son club de football, le Millwall Football Club.